# Tjörbostaden
Tjörbostaden var ett mindre bostadsområde i stadsdelen Lunden i Göteborg.
Namnet Tjörbostaden kom av August Kristensson, som var inflyttad från Tjörn i slutet av 1870-talet och slog sig ner strax söder om Östra kyrkogården, vid Danska vägen. Till Tjörbostaden räknades området från Östra kyrkogården, längs Danska Vägen till Tåns kyrkogård. Här bodde mest så kallade "Pålare," som var anställda i kommunen med liten ersättning samt småhantverkare och handlare.
I Göteborgs Handels- och Sjöfartstidning den 12 juli 1889, kunde man i en tidningsartikel om Tjörbostaden läsa att "...i allmänhet saknas aflopp hvadan dikena stå delvis fulla med jäsande orenlighet. som nu under den tryckande hettan sprider en vådlig stank. Afträdeskistorna äro i allmänhet dåliga, och att döma af utseendet är man ej så noga med hemtningen, hvilket naturligtvis också förorsakar olägenheter för den mängd personer som här bor. På sina ställen begagnas samma lådor både till latrin och sopor".
Husen i området blev med tiden mycket skamfilade, och det sista av dem revs 1955. Bland fastigheterna fanns i slutet av 1800-talet: "Pinhökarns hus", "Ostebondens", "Friseras hus", "Kaptenshusen", "Laggebråten", Flåarns hus", "Kryparns hus", "Bruna huset", "Stora och Lilla Stenbergs", Smén Hedbergs hus", "Timmerhuset", "Kungens", "Sjömanshuset", "Lilla Carléns" med flera. De primitiva gatorna lystes hjälpligt upp av fotogenlyktor, som en före detta målare putsade, tände och släckte.